# Vieruenjärvi
Vieruvanjärvi eller Vieruenjärvi är en sjö i Finland. Den ligger i kommunerna Savitaipale och Mäntyharju i landskapen Södra Karelen och Södra Savolax, i den södra delen av landet, 170 km nordost om huvudstaden Helsingfors. Vieruvanjärvi ligger 79,6 meter över havet. Den är 10 meter djup. Arean är 2,41 kvadratkilometer och strandlinjen är 16,72 kilometer lång. Sjön  ingår i Vuoksens huvudavrinningsområde.   I omgivningarna runt Vieruvanjärvi växer i huvudsak barrskog.
I övrigt finns följande i Vieruvanjärvi:
- Takkusaari (en ö)
- Apajaluoto (en ö)
- Kotisaari (en ö)
- Marjasaari (en ö)
- Ruunasaari (en ö)
- Virtasaari (en ö)
- Koppelisaari (en ö)
- Ryöpänsaari (en ö)